# Pe
A Pe (latin betűs átírásokban Bae vagy Pae) koreai vezetéknév, 2000-ben mintegy 372 064 dél-koreai viselte, 2015-ben pedig 400 641. A név kínai megfelelője a handzsa (hanja) kínai olvasata alapján a Pej (Pei).
A vezetéknév a Silla korból származik, amikor a királyok érdemeik elismeréseképp klánneveket adományoztak bizonyos nemeseknek, és ezek között volt a Pe (Bae) is.

## Klánok
2000-ben mintegy 59 klán osztozott a vezetéknéven, a legnagyobb közöttük a szongdzsu (seongju)i klán, 2015-ben 83 620 fővel. A klánok mindannyian egy felmenőre vezethetik vissza a nevüket, a korai Sillát alkotó hat település egyikének, Kumszan Karicshon (Geumsan Garichon)nak (금산가리촌) a vezetőjére, Csithagong (Jitagong)ra (지타공).

## HíresPe(Bae)k
- Pe Duna (Bae Duna) (1979−), színésznő
- Pe Jongdzsun (Bae Yongjun) (1972−), színész
- Pe Szulgi (Bae Seulgi) (1986−), színésznő, énekesnő
- Pe Szudzsi (Bae Suji) (1994−), színésznő, énekesnő